# 弗拉迪米尔·鲁日奇卡
弗拉迪米尔·鲁日奇卡（捷克語：Vladimír Růžička，1963年6月6日—），捷克男子冰球运动员。他曾代表捷克斯洛伐克、捷克参加1984年、1988年和1998年冬季奥林匹克运动会冰球比赛，获得一枚金牌和一枚银牌。